# Фаррелл, Сьюзен

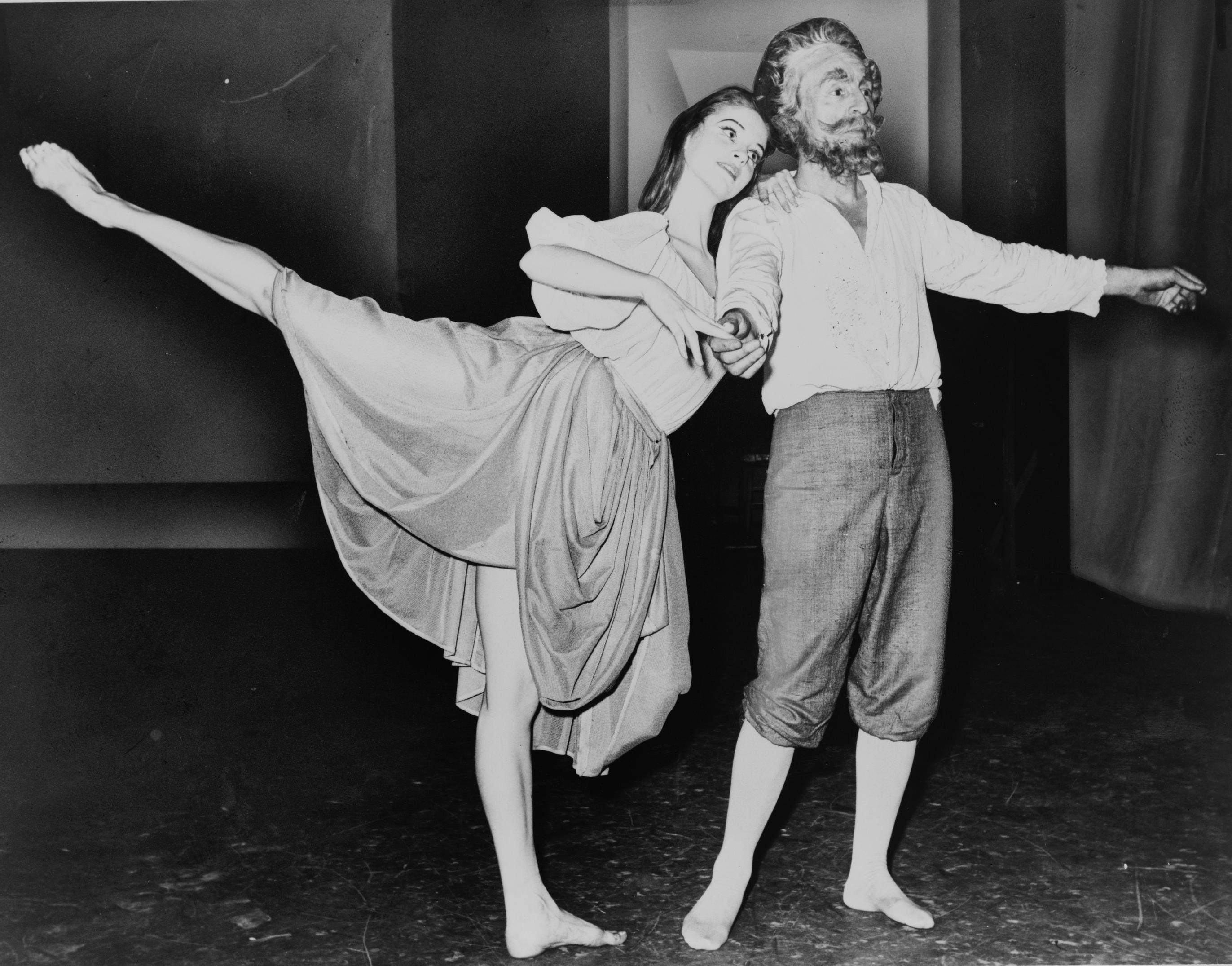
Сьюзен Фаррелл и Джордж Баланчин в балете «Дон Кихот»

Сьюзен Фаррелл (настоящее имя Роберта Сью Фикер; род. 16 августа 1945, Цинциннати, штат Огайо) — американская балерина и балетный педагог. Основательница труппы «Балет Сьюзен Фаррелл» (Suzanne Farrell Ballet) в Кеннеди-центре (Вашингтон).

## Биография
Фаррелл начала своё обучение танцу в Цинциннатской консерватории музыки. В 1959 году её удалось получить стипендию Фонда Форда на учёбу в Школе американского балета в Нью-Йорке, куда она поступила в 1960 году.
В 1961 году Фаррелл окончила балетную школу и была принята в кордебалете труппы «Нью-Йорк Сити балет». Вскоре она стала получать свои первые сольные партии, некоторые из которых были поставлены специально для неё. В 1965 году она стала прима-балериной. Исполняла ведущие партии в балетах Баланчина «Бриллианты», «Моцартиана», «Квартет Брамса — Шёнберга», «Davidsbundlertanze», «Цыгане», «Чакона», «Вариация для оркестра» и других. В 1965 году балетмейстер «подарил» ей партию Дульсинеи в своем балете Дон Кихот.
Джордж Баланчин был влюблён в Сьюзен Фаррелл и называл её «алебастровой принцессой». Католичка Фаррелл отказалась от отношений с уже женатым на танцовщице Танакиль Леклер Баланчиным и в 1969 году вышла замуж за танцовщика Пауля Меийу, что привело к прекращению сотрудничества с Баланчиным. Фаррелл и Меийа в 1970 году покинули «Нью-Йорк Сити балет», чтобы танцевать Европе у Мориса Бежара в его труппе «Балет XX века». Бежар создал для Фаррелл партию Лауры в балете «Триумф Петрарки» на музыку Л. Берио.
В 1975 году Фаррелл вернулась к Баланчину в «Нью-Йорк Сити балет». Их сотрудничество продолжалось до самой смерти Баланчина в 1983 году. Его последними работами были соло, созданные специально для Фаррелл.
В 1989 году Фаррелл завершила свою 28-летнюю карьеру балерины. Она стала педагогом и репетитором труппы Баланчина, активным сотрудником его фонда, владеет правами на часть его спектаклей.
Фаррелл работала с балетами Венской государственной оперы, Берлинской государственной оперы, Парижской национальной оперы и Большого театра. В 1993 году «Нью-Йорк Сити балет» уволил её с должности преподавателя.
Балет Сьюзен Фаррелл.
Сотрудничество Фаррелл с Кеннеди-центром началось в 1993 году с двух мастер-классов для студентов. В 1995 году Кеннеди-центр расширил программу Фаррелл до национального уровня, с целью поддержки художественного образования американской молодежи. Успех этой программы, а также турне Сuzanne Farrell Stages the Masters of 20th Century Ballet, привели в 2000 году к созданию собственной компании, «Балет Сьюзен Фаррелл», которая базировалась в Кеннеди-центре в Вашингтоне. С этой труппой она гастролировала в США, в Канаде и на Эдинбургском фестивале. Труппа распалась в 2017 году.
С 2000 года она является профессором танца в Университете штата Флорида. В 2003 году удостоена Национальной медали США в области искусств, в 2005 году — премии Кеннеди-центра и Танцевальной премии Capezio. В 2016 году избрана членом Американского философского общества.
Почётный доктор университетов Гарварда, Йеля, Нотр-Дама, Джорджтауна и других.